# 1898 en Ontario
Chronologie de l'Ontario
- 1894
- 1895
- 1896
- 1897
- 1898
- 1899
- 1900
- 1901
- 1902

Cette page concerne des événements d'actualité qui se sont produits durant l'année 1898 dans la province canadienne de l'Ontario.

## Politique
- Premier ministre : Arthur Sturgis Hardy (Parti libéral).
- Chef de l'Opposition: James Whitney (Parti conservateur).
- Lieutenant-gouverneur: Oliver Mowat
- Législature: 8e (en) puis  9e (en)

## Événements

### Mars
- 1er mars : Le Parti libéral d'Arthur Sturgis Hardy remporte l'élection générale (en) avec une huitième majorité consécutive à l'Assemblée législative. Le résultat est de 51 libéraux, 42 conservateurs et l'indépendant-conservateur George Nelson Kidd (en) remporte son siège à Carleton. Les Patrons of Industry et l'Association de protection protestante (en) sont rayés de la carte hors de l'Assemblée.

### Mai
- 4 mai : le Diocèse catholique de Pembroke est maintenant érigé.

### Septembre
- 6 septembre : le député libéral provincial de Wellington-Est (en) John Craig (en) meurt en fonction.

### Octobre
- 27 octobre : le libéral John Morison Gibson (en) est élu député provincial de Wellington-Est (en) à la suite de la mort du même parti John Craig (en).

## Naissances
- 27 mai : William Arthur Irwin (en), journaliste et diplomate († 9 août 1999).
- 7 juillet : Hugh Llewellyn Keenleyside (en), ambassadeur du Mexique (1944-1947) et 6e Commissaire des Territoires du Nord-Ouest (1947-1950) († 27 septembre 1992).
- 1er décembre : Stuart Garson, premier ministre du Manitoba († 5 mai 1977).

## Décès
- 24 août : Casimir Stanislaus Gzowski, lieutenant-gouverneur de l'Ontario (1896-1897) (° 5 mars 1813).